# McVeigh (Film)
McVeigh ist ein Filmdrama und ein Psychothriller von Mike Ott. Die Weltpremiere des auf wahren Begebenheiten beruhenden Films mit Alfie Allen in der Titelrolle als der Terrorist Timothy McVeigh, der im Jahr 1995 an dem Bombenanschlag auf das Murrah Federal Building in Oklahoma City beteiligt war, und Brett Gelman, Ashley Benson und Anthony Carrigan in weiteren Hauptrollen fand im Juni 2024 beim Tribeca Film Festival statt. Im März 2025 kam der Film in die US-Kinos.

## Handlung
Nach der Belagerung von Waco ersinnt der Armeeveteran Timothy McVeigh einen Plan. Er will einen Bombenanschlag auf das Murrah Federal Building in Oklahoma City verüben.

## Produktion
Der Psychothriller basiert auf realen Ereignissen. Timothy McVeigh verübte im Jahr 1995 zusammen mit Terry Nichols und Michael Fortier den Bombenanschlag auf das Murrah Federal Building in Oklahoma City, in dessen Folge 168 Menschen starben. Der Terroranschlag gilt als einer der schwersten in der Geschichte der USA. Im Jahr 1997 wurde McVeigh für diese Tat zum Tode verurteilt und 2001, zu diesem Zeitpunkt 33 Jahre alt, hingerichtet.
Regie führte Mike Ott, der gemeinsam mit Alex Gioulakis auch das Drehbuch schrieb. Es handelt sich bei McVeigh nach Analog Days von 2006, Littlerock von 2010, Pearblossom Hwy von 2012, Lake Los Angeles von 2014, Actor Martinez von 2016 und California Dreams von 2017 um Otts siebten Spielfilm. Mit Gioulakis arbeitete er bereits für die Fernsehserie Unemployable zusammen.
Der Brite Alfie Allen, bekannt aus der Fernsehserie Game of Thrones, spielt in der Titelrolle Timothy McVeigh. Brett Gelman spielt seinen Mitverschwörer Terry Nichols. Tracy Letts ist in der Rolle von Richard Wayne Snell zu sehen, einem Mitglied von The Covenant, The Sword, and the Arm of the Lord. Weiter auf der Besetzungsliste finden sich der aus der Fernsehserie Barry bekannte Schauspieler Anthony Carrigan, die deutsche Schauspielerin Isolda Dychauk, Courtney Warner und Grayson Berry.
Als Kameramann fungierte Daniel Vignal, der in der Vergangenheit überwiegend für Musikvideos und in anderen Funktionen für Musikfilme wie Black Is King tätig war.
Die Weltpremiere des Films fand am 7. Juni 2024 beim Tribeca Film Festival statt, wo er in der Sektion Spotlight Narrative gezeigt wurde. Der erste Trailer wurde im Februar 2025 vorgestellt. Am 21. März 2025 kam er in ausgewählte US-Kinos.

## Rezeption

### Kritiken
Von den bei Rotten Tomatoes aufgeführten Kritiken sind rund zwei Drittel positiv.

### Auszeichnungen
Internationales Filmfestival Warschau 2024
- Nominierung im Internationalen Wettbewerb[5]